# Parque nacional Chaelundi
Chaelundi es un parque nacional en Nueva Gales del Sur (Australia), ubicado a 455 km al norte de Sídney.

## Datos
- Área: 101 km²
- Coordenadas: 29°56′39″S 152°30′39″E / -29.94417, 152.51083
- Fecha de Creación: 1 de enero de 1997
- Administración: Servicio Para la Vida Salvaje y los Parques Nacionales de Nueva Gales del Sur
- Categoría IUCN: II

Véase también: Zonas protegidas de Nueva Gales del Sur